# North Yolla Bolly Mountains
North Yolla Bolly Mountains, také v singuláru North Yolla Bolly Mountain, je hora v Tehama County, na severozápadě Kalifornie. Je součástí Kalifornského pobřežního pásma. Leží 21 kilometrů severozápadně od vrcholu South Yolla Bolly Mountains, který je nejvyšší horou Kalifornského pobřežního pásma.
North Yolla Bolly Mountain má nadmořskou výšku 2 397 metrů a společně se South Yolla Bolly Mountains tvoří jednu z dominant Kalifornského pobřežního pásma. 
Název Yolla Bolly je z jazyka indiánského kmene Wintu a značí zasněžený vrchol.